# Joachim Büchner
Joachim Büchner (Altenburg, 8 aprile 1905 – Leverkusen, 22 febbraio 1978) è stato un velocista tedesco.

## Palmarès

### Olimpiadi
- Bronzo ad Amsterdam 1928 nei 400 metri piani.